# Hughes XH-17
XH-17 "Flying Crane" là dự án trực thăng đầu tiên của chi nhánh trực thăng thuộc hãng Hughes Aircraft.

## Tính năng kỹ chiến thuật
Đặc điểm tổng quát
- Kíp lái: 3
- Chiều dài: 53 ft 3 in (16,25 m)
- Đường kính rô-to: 129 ft 11 in (39,62 m)
- Chiều cao: 30 ft 2 in (9,17 m)
- Trọng lượng rỗng: 28.563 lb (12.956 kg)
- Trọng lượng có tải: 31.270 lb (14.184 kg)
- Trọng tải có ích: 10.284 lb (4.665 kg)
- Trọng lượng cất cánh tối đa: 43.500 lb (19.731 kg)
- Động cơ: 2 × General Electric J35 kiểu turbojet

 Hiệu suất bay 
- Vận tốc cực đại: 90 mph (145 km/h)
- Vận tốc hành trình: 85 mph (137 km/h)
- Tầm bay: 40 mi (64 km)
- Trần bay: 13.100 ft (3.995 m)
- Vận tốc lên cao: 1650 ft/phút (8,4 m/s)
- Tải trên đĩa quay: 2,34 lb/ft² (11,5 kg/m²)